# Коли Верди
Ко̀ли Вѐрди (на италиански: Colli Verdi) е община в Северна Италия, провинция Павия, регион Ломбардия. Административен център е село Помето (на италиански: Pometo), което е разположено на 526 m надморска височина. Населението на общината е 1105 души (към 2017 г.).
Общината е създадена в 1 януари 2019 г. Тя се състои от трите предшествуващи общини Валверде, Каневино и Руино.